# Cacciatori d'Albania
I Cacciatori d'Albania erano reparti del Regio Esercito costituiti da personale albanese.

## Storia
Il Regno d'Albania era stato annesso alla corona del Regno d'Italia il 16 aprile 1939. Le forze armate albanesi confluirono in quelle italiane con legge del 13 luglio 1939 n. 1115. Anche la Gendarmeria Reale Albanese e la Guardia di Confine confluirono rispettivamente nei Carabinieri Reali e nella Regia Guardia di Finanza. Con decreto luogotenenziale n.91 del 14 agosto 1939 venne istituita la Milizia Fascista Albanese (MFA), inquadrata nella Milizia Volontaria per la Sicurezza Nazionale, che durante la guerra mobilitò 14 Battaglioni CC.NN. A novembre dello stesso anno venne istituita la Guardia Reale Albanese, battaglione d'onore del 1º Reggimento "Granatieri di Sardegna".
I Battaglioni Volontari Albanesi dell'Esercito Albanese furono inquadrati nelle Comando Superiore Truppe Albania e parteciparono all'invasione italiana della Grecia. Alla fine delle ostilità il Regio Esercito dovette affrontare il problema del controllo dei territori albanesi e jugoslavi occupati. Il 1º febbraio 1942 venivano quindi istituiti i primi tre reggimenti Cacciatori d'Albania per un totale di 2300 uomini, ai quali si aggiunse nel marzo 1943 un quarto reggimento formato da kosovari. Si trattava di reggimenti di fanteria binari, basati sui vecchi battaglioni di fanteria dell'Esercito Albanese e destinati ad operazioni anti-partigiani e di controllo del territorio. Parte del personale, soprattutto ufficiali e sottufficiali, era italiano, mentre la truppa era in prevalenza albanese, soprattutto musulmana, proveniente da tutta la Grande Albania. Ogni reggimento era su due battaglioni di fanteria, una compagnia mitragliatrici ed una compagnia cannoni controcarro da 47/32. Il 10 luglio 1943 a Tirana i quattro reggimenti ricevettero le bandiere di guerra dalle mani del Luogotenente generale del Regno d'Albania Alberto Pariani.
Oltre che nel controllo del territorio, due reggimenti furono aggregati alle divisioni di fanteria della 9ª Armata: il 1º Reggimento "Cacciatori d'Albania" venne aggregato alla 38ª Divisione fanteria "Puglie", il 2º Reggimento alla 49ª Divisione fanteria "Parma". Dopo l'Armistizio di Cassibile si sbandarono ed una parte del personale venne arruolato in analoghe unità straniere della Wehrmacht.

## Uniforme ed equipaggiamento
Il personale vestiva l'uniforme ed impiegava l'equipaggiamento della fanteria del Regio Esercito. La mostrina, comune a tutti i Cacciatori d'Albania era pentagonale, rossa bordata di blu, caricata con una barra nera; la stelletta era sovrastata da un elmo di Scanderbeg, simbolo nazionale albanese. Anche l'armamento era quello della fanteria e comprendeva le armi individuali come la Beretta M34 ed il Carcano Mod. 91/38, di reparto come il fucile mitragliatore Breda Mod. 30 e la mitragliatrice pesante Breda Mod. 37, fino alle armi di accompagnamento come il 47/32 Mod. 1935.

## Organizzazione
- 1º Reggimento "Cacciatori d'Albania" - Col. Angiolo Costi
  - Battaglione "Gramos"
  - Battaglione "Korata"
  - una compagnia mitragliatrici pesanti
  - una compagnia cannoni controcarro da 47/32
- 2º Reggimento "Cacciatori d'Albania"
  - Battaglione "Tomori"
  - Battaglione "Tarabosh"
  - una compagnia mitragliatrici pesanti
  - una compagnia cannoni controcarro da 47/32
- 3º Reggimento "Cacciatori d'Albania" - Col. Arturo Nicotra
  - Battaglione "Kaptina"
  - Battaglione "Dajti"
  - una compagnia mitragliatrici pesanti
  - una compagnia cannoni controcarro da 47/32
- 4º Reggimento "Cacciatori d'Albania"
  - due battaglioni fanteria
  - una compagnia mitragliatrici pesanti
  - una compagnia cannoni controcarro da 47/32